# Roger Bolders
Roger Bolders (Merksem, 14 juni 1939) is een Vlaamse acteur.

## Biografie
Zijn bekendste rollen zijn die van Niske in Wij, Heren van Zichem en Markies in Johan en de Alverman.
Hij speelde ook verschillende gastrollen in verschillende Vlaamse televisieseries: magister maesius (Vingerhoets), De Kotmadam, F.C. De Kampioenen (Amedee Crucke), Kongo (Vader Alexis), Wittekerke (Victor), Spoed (vader van Marijke), Verschoten & Zoon, Flikken, Witse (Huisdokter van Witse, Pastoor), Lili en Marleen (Commissaris Renaat), Hallo België (Commissaris Raymond) en W817 (Professor Verelst). Hij speelde de rol van pastoor van Gils in de Nederlandse televisieserie Merijntje Gijzen's Jeugd en die van Bompa Ranonkel in De Elfenheuvel.
Hij vertolkte ook de rol van Jacky Timmermans in Kinderen van Dewindt en de rol van opa in  Dag Sinterklaas.

## Toneel & Musical
Sinds 2021 speelt hij samen met Jo de Meyere de rol van Bisschop Stillemans in Daens (musical)
Hij stond ook op de planken (bij het Raamtheater) en is huisregisseur van Theater Rhetorika (Zele). Zijn professionele carrière als toneelacteur speelde zich af, aanvankelijk bij het Koninklijk Jeugdtheater van Antwerpen, maar vanaf 1965 in het Nederlands Toneel Gent.

## Privé
Hij is woonachtig in Lochristi.

## Televisie & Film
| Jaar            | Titel                                     | Personage                 | Extra informatie |
| --------------- | ----------------------------------------- | ------------------------- | ---------------- |
| 2013            | De Elfenheuvel                            | Bompa Ranonkel            | 13 afleveringen  |
| 2006, 2009      | Witse                                     | Pastoor, dokter           | 2 afleveringen   |
| 2005, 2007-2008 | Kinderen van Dewindt                      | Jacky Timmermans          | 17 afleveringen  |
| 2007            | Dag Sinterklaas                           | Opa                       | 20 afleveringen  |
| 2003-2005       | Hallo België                              | Commissaris Raymond       | 4 afleveringen   |
| 2003            | W817                                      | Professor Verelst         | 1 aflevering     |
| 1997-1998, 2003 | Lili & Marleen                            | Renaat                    | 8 afleveringen   |
| 2003            | Flikken Gent                              | Leo Claessens             | 1 aflevering     |
| 2003            | Verschoten & Zoon                         |                           | 1 aflevering     |
| 2003            | Spoed                                     | Meneer Willems            | 2 afleveringen   |
| 2001            | Chris & Co                                |                           |                  |
| 1997, 2001      | Wittekerke                                | Victor, Antiquair         | 9 afleveringen   |
| 1999            | Brussel Nieuwstraat                       |                           |                  |
| 1999            | Kaas                                      | Bartherotte               | Film             |
| 1998            | Alle Maten                                | Jan Paulus                |                  |
| 1997            | De burgemeesters                          | Frans                     |                  |
| 1993            | F.C. De Kampioenen                        | Amedee Crucke             | 1 aflevering     |
| 1992            | De Gouden jaren                           | Staf Van der Hulst        | 26 afleveringen  |
| 1985            | De vulgaire geschiedenis van Charelke Dop | Gust van Opbergen         | Film             |
| 1983            | Daar is een mens verdronken               | Pastoor                   |                  |
| 1982            | De man van twaalf miljoen                 | Gust                      | Film             |
| 1978            | Niet te bereiken                          | Van Velzen                | Film             |
| 1978            | De beverpels                              | Julius Wolff              | Film             |
| 1977            | De dans van de reiger                     | Paul van der Haeck        | Film             |
| 1977            | De mur italien                            | Fons                      | Film             |
| 1976            | Mijnheer gaat op jacht                    | Duchotel                  | Film             |
| 1976            | De herberg in het misverstand             | Oudstre broer van Maarten | Film             |
| 1974            | Magister Maesius                          | Vingerhoets               | 4 afleveringen   |
| 1974            | Merijntje Gijzens jeugd                   | Pastoor van Gils          | 2 afleveringen   |
| 1973            | Paradijsvogels                            | Sint-Pieter               |                  |
| 1969-1972       | Wij, heren van Zichem                     | Niske                     | 9 afleveringen   |
| 1971            | Mira                                      | Sieper                    | Film             |
| 1971            | Schildknaap van een vechtjas              | Rikkie                    | Film             |
| 1971            | De Alchemist                              | De alchemist              | Film             |
| 1970            | De jongste dag                            | Ferdinand                 | Film             |
| 1970            | Het kleine Mahagonny                      | Bobby                     | Film             |
| 1969            | Het helleschip                            | Ridder                    | Film             |
| 1969            | De week van de kapiteins                  | John                      | Film             |

- Bibliothèque nationale de France: cb169774761 (data)
- International Standard Name Identifier: 0000 0001 3359 9193
- MusicBrainz: e3d6b1c5-f61d-4501-98d5-576ae5633a24
- Virtual International Authority File: 316875017